# Kunimori Nakakariya
Kunimori Nakakariya (中仮屋 国盛?, Nakakariya Kunimori; prefettura di Kagoshima, 1920 – ...) è stato un aviatore giapponese.
Fu un asso dell'aviazione da caccia della Dai-Nippon Teikoku Kaigun Kōkū Hombu, il servizio aeronautico della Marina imperiale giapponese, durante la seconda guerra mondiale. È accreditato dell'abbattimento di 16 velivoli nemici.

## Biografia

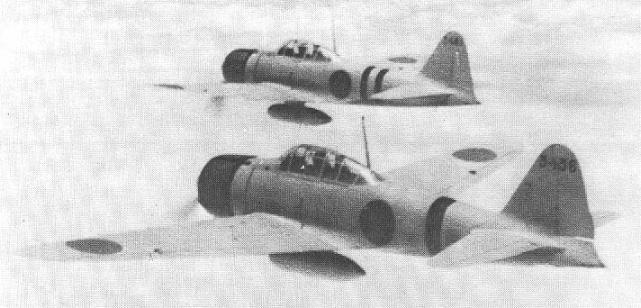
I caccia Mitsubishi A6M2 Zero Model 21 appartenenti al tenente Minoru Suzuki e al sottufficiale Kunimori Nakakariya ripresi in volo sulla Cina il 26 maggio 1941.

Nacque nel 1920 nelle prefettura di Kagoshima,  e si arruolò nella Marina imperiale giapponese nel giugno 1937 entrando nel Dai-Nippon Teikoku Kaigun Kōkū Hombu dove frequentò come Allievo pilota dell’8ª Classe di piloti della riserva del Gruppo aereo Yokosuka. Ottenne il brevetto di pilota militare nel marzo 1940, entrando in servizio nell’Oita Kōkūtai,  passando poi a quelli di Ōmura e Kanoya. Nell’aprile 1941 fu trasferito in Cina, in forza al 12º Gruppo aereo di Hankow, ottenendo le sue prime due vittorie il 26 maggio durante un’azione a lungo raggio su Tianshui e Nanchang. Quel giorno una formazione giapponese di 11 velivoli, al comando del tenente Minoru Suzuki, si scontrò con 18 aerei cinesi. Nel settembre successivo entrò in servizio nel 3° Kōkūtai, equipaggiato con i caccia Mitsubishi A6M2 Zero con l'entrata in guerra del Giappone, il 7 dicembre 1941, dal giorno successivo combatte nelle Filippine e sulle Indie orientali olandesi. Quando il suo reparto fu trasferito sul campo di aviazione di Kupang, sull’Isola di Timor, partecipò ai combattimenti difensivi sul mar degli Alfuri e poi agli attacchi contro la città australiana di Darwin. nell'autunno del 1942 il suo Gruppo aereo fu mandato a Rabaul, ma egli rimase a Kupang effettuando missioni di difesa aerea fino al maggio 1943, quando rientrò in Patria assegnato, con compiti di istruttore, al Nomura Kōkūtai.  Nel maggio 1944 fu promosso Warrant officier e trasferito al 653° Kōkūtai partecipando alla battaglia delle Marianne, e poi trasferito nelle Filippine per partecipare all'esecuzione del piano Sho-Go.  Partecipò alla grande battaglia aeronavale partendo alla base aerea di Bamban, volando a Luzon, e quindi via Okinawa a Taiwan. Trasferito di nuovo a Cebu, partecipò agli scontri sul Golfo di Leyte, e a missioni difensive sulla propria base aerea.  In seguito al precipitare della situazione bellica fu mandato in Giappone, assegnato al 601° Kōkūtai, partecipando alle operazioni di contrasto allo sbarco americano di Okinawa, e poi alla difesa delle isole dell'arcipelago giapponese. Combatte fino all'ultimo giorno di guerra, totalizzando 16 vittorie aeree.

### Pubblicazioni
- Giorgio Gibertini, ENS Kunimori Nakakariya, in Aerei, n. 12, Parma, Delta Editrice snc, dicembre 1998,  p. 49.